# Hase Hibiskus
Hase Hibiskus ist eine deutschsprachige Kinderbuchreihe, die sich um die Abenteuer des gleichnamigen Titelhelden und seiner Freunde dreht. Illustriert wird die Reihe von Günther Jakobs, die Texte stammen von Andreas König. Die Geschichten sind für Kinder ab drei Jahren ausgelegt. Seit 2019 sind im Ravensburger Buchverlag sieben Bände und ein Sonderband erschienen. Einzelne Bände wurden ins Türkische, Russische, Spanische und Ungarische übersetzt.

## Inhalt und Stil
Der engere Freundeskreis besteht aus Hase Hibiskus – dem Titelhelden –, Tom Bär und Maxi Maus, den „dicksten Freunden der Welt“. Während Hibiskus häufig impulsiv agiert, ist Tom so tollpatschig wie gutmütig und Maxi oft die Stimme der Vernunft. Häufig gesellt sich der erweiterte Freundeskreis hinzu, der aus der Schlange Ludo, der Eule Uli und dem Esel Fred besteht. Die sechs regulären Figuren sind männlich kodiert und, wie auch alle übrigen Tierfiguren, anthropomorph, zeigen also menschliche Verhaltensweisen. Wiederkehrende Elemente sind der Kakao, den Hibiskus seinen Gästen serviert, sowie Maxis Bestreben, von den Abenteuern seines Opas Mausbart zu erzählen.
Die am häufigsten wiederkehrende Wendung ist „Heiliger Hasenpups!“, ein stetiger Ausruf des Hasen Hibiskus, der Erstaunen, Verwundern oder Erschrecken ausdrückt. Im Erzähltext wiederholt sich die Aussage, dass Maxi Maus eigentlich „Maximus Theophrastus Bombastus Maus“ heiße (womöglich eine Anspielung auf Paracelsus), die Freunde ihn aber aus Zeitgründen nur Maxi nennen. Neben diesen für die ganze Kinderbuchreihe typischen Wendungen finden sich in den meisten der Bände weitere, meist gereimte Leitsprüche (siehe Übersicht).

## Übersicht über alle erschienenen Bände
| Band                        | Titel                                           | Erscheinungsdatum | Gastfiguren                                      | Leitspruch                                                          |
| --------------------------- | ----------------------------------------------- | ----------------- | ------------------------------------------------ | ------------------------------------------------------------------- |
| 1                           | Hase Hibiskus und der Möhrenklau                | 03.01.2019        | –                                                | –                                                                   |
| 2                           | Hase Hibiskus und die dicksten Freunde der Welt | 19.02.2020        | –                                                | „Gibt es ein Problem, lösen wir’s im Handumdrehn.“                  |
| 3                           | Hase Hibiskus und der große Streit              | 01.02.2021        | Moppel Pöppel                                    | „Nein, niemals, nee, keine gute Idee.“                              |
| 4                           | Hase Hibiskus und das grausige Gruseln          | 01.02.2022        | Fliege Fritzi Freitag                            | „Und gruselt dich auch mal etwas, hab keine Angst, wir klären das.“ |
| 5                           | Hase Hibiskus und der Schnupfenschnäuz          | 01.02.2023        | Tilda Eichhörnchen                               | –                                                                   |
| Sonderband (Pappbilderbuch) | Hase Hibiskus und die Oster-Kleckserei          | 15.01.2024        | –                                                | –                                                                   |
| 6                           | Hase Hibiskus und die Fußball-Waldmeisterschaft | 01.02.2024        | Doro Dachs, Eddie Igel, Carlo Rasanto, Bella Reh | „Wir kriegen das hin. Denn wir sind DAS TEAM.“                      |
| 7                           | Hase Hibiskus und das Weihnachtstier            | 01.08.2024        | –                                                | „Verschenken ist ein Riesenspaß, da brauche ich von keinem was.“    |
| 8                           | Hase Hibiskus und die (K)Einschlafparty         | 01.07.2025        | –                                                | „Wie machen uns ganz klein, dann passt noch jemand rein.“           |

## Hörbuch
Am 15. Februar 2024 veröffentlichte Der Audio Verlag das Hörbuch Hase Hibiskus. Vier möhrenstarke Abenteuer, eingelesen von Thomas Nicolai. Es handelt sich um die Bände 1, 4, 3 und 6 (in dieser Reihenfolge). Am 13. März 2025 folgte Hase Hibiskus. Neue möhrenstarke Abenteuer mit den Bänden 2, Sonderband, 5 und 7.

## Kritiken
Kathrin Walther von Kinderbuch-Couch.de schreibt zu einem der Bände:
„Viele Details aus der Geschichte lassen sich in den Illustrationen wiederfinden und helfen gerade jüngeren Kindern dabei, den Inhalt zu verstehen. Die Zeichnungen sind dabei sehr groß und oft erstreckt sich eine Szene über die gesamte Doppelseite, sodass es für die kleinen Bilderbuchbetrachter viel zu entdecken gibt. Die Figuren selbst wirken sympathisch und sprechen Kinder an. Anhand ihrer Mimik lässt sich gut erkennen, wie sich die verschiedenen Freunde in den verschiedenen Situationen gerade fühlen, sodass sich die Kinder noch leichter in die verschiedenen Charaktere hineinversetzen können. Die Farben sind schön bunt und farbenfroh, ohne dass die Seiten zu grell oder überladen wirken.“